# Antwerpsepoort

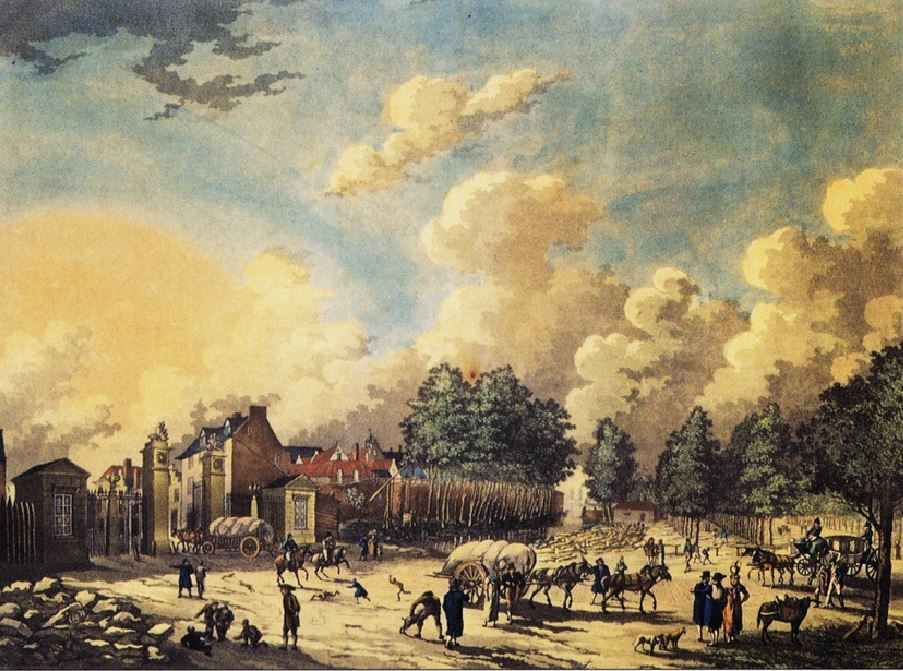
De Porte Napoléon gezien in 1810 van buiten de muren.

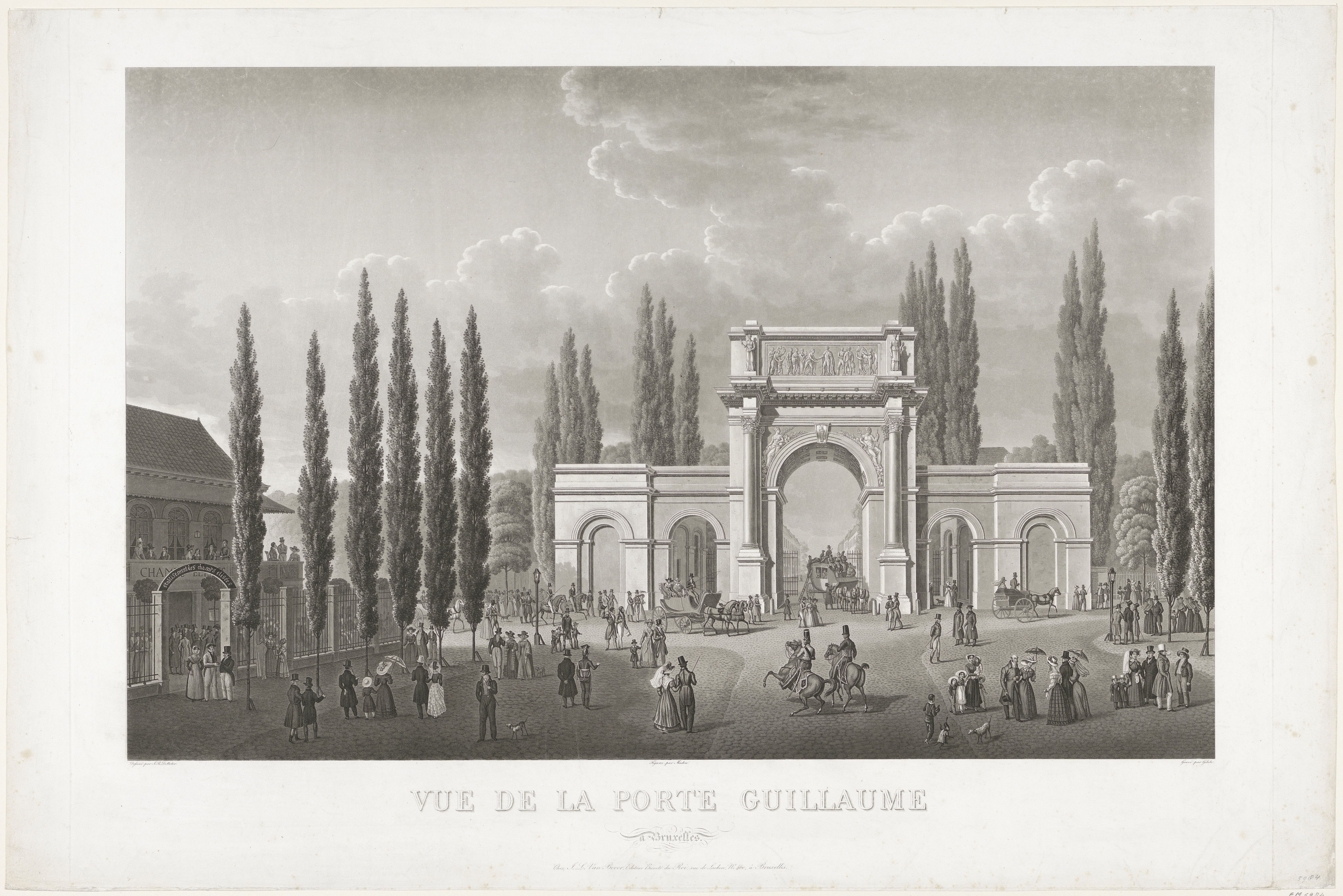
Zicht op de Willemspoort aan veldzijde.

De Antwerpsepoort (Frans: Porte d'Anvers) was een stadspoort in Brussel die bestond van 1803 tot 1860. De benaming wordt nog gebruikt voor het kruispunt van de kleine ring met de Lakensestraat/Antwerpsesteenweg.

## Geschiedenis
Met het oog op de komst van eerste consul Napoleon Bonaparte openden de Brusselaars in 1803 een nieuwe poort in hun stadsmuren, waarvan de sloop al in 1782 was bevolen. Het staatshoofd zou arriveren langs de prestigieuze Groendreef. Om een intocht langs de middeleeuwse Lakensepoort te vermijden, werd iets westelijker een nieuwe doorgang gecreëerd, die mooi aansloot op de Lakensestraat en bovendien met een provisoire arcade kon worden bekroond. Hiervoor werd de zogenaamde Blauwe Trap afgebroken, gebouwd in 1664-1667 om toegang te verschaffen tot de promenade op de stadsmuren. Na goedkeuring uit Parijs kwam er in 1807 een definitieve Porte Napoléon, uitgerust met een hek en twee octrooipaviljoentjes voorzien van de nodige adelaars en kronen. Architect was Auguste Payen senior. Godecharle zorgde voor portretten en medaillons van Napoleon en Joséphine de Beauharnais.
Ook koning Willem I der Nederlanden maakte in 1815 langs deze weg zijn intrede in Brussel en werd begroet door een provisoire triomfboog. Hij gaf zijn architect Tieleman Franciscus Suys en zijn beeldhouwer Jean-Louis van Geel opdracht om een permanente versie te maken. Daartoe werden de octrooipaviljoenen in 1816 verplaatst naar de Ninoofsepoort. Het programma voor de Willemspoort (Porte Guillaume) vervlocht referenties aan de centrale en lokale overheid. Van buitenaf zag men een Sint-Michiel op een sluitsteen, enkele genieën en de inscriptie GUGLIELMO I BELGARUM REGI / PRINCIPI OPTIMO / S.P.Q.B. Aan de stadskant waren er gebeeldhouwde personificaties van Zenne en Dijle, alsook van Vrede en Overvloed. Op een bas-reliëf was Willems intocht van 1815 afgebeeld, met de overhandiging van de sleutels door het stadsbestuur en een uitgelaten menigte. Het bouwwerk werd opgetrokken in de jaren 1820-24, parallel met de aanleg van een nagenoeg vierkant plein, dat het verkeer van de invalsweg moest absorberen en waar huurkoetsen mochten wachten.
Tijdens de Belgische Revolutie van 1830 werd de decoratie van de Willemspoort vernield. Na het uitroepen van de onafhankelijkheid werd koning Leopold I het volgende jaar binnengehaald langs de poort, die uiteraard geen verwijzingen naar Oranje meer droeg. Voortaan sprak men over de Antwerpsepoort en de Place d'Anvers. Toch werd de triomfboog in 1838 gesloopt, klaarblijkelijk wegens bouwvalligheid. Ze werd vervangen door een eenvoudig wachthuisje, dat verdween toen het octrooi in 1860 werd afgeschaft. Voortaan was 'Antwerpsepoort' enkel nog de naam van een kruispunt.

## Voetnoten
1. ↑  Xavier Duquenne, Het park van Wespelaar. De Engelse tuin in België in de 18de eeuw, 2001, p. 48-49
2. ↑  Gespaard bij de afbraak en geschonken aan het Museum van de Stad Brussel